# تپه تصفیه خانه ۱۹
تپه تصفیه خانهٔ ۱۹ مربوط به دوران پارینه‌سنگی جدید است و در شهرستان کرمانشاه، بخش مرکزی، دهستان دورود فرامان، ۵۰۰ متری جنوب غرب روستای ده سواران واقع شده و این اثر در تاریخ ۲۶ اسفند ۱۳۸۷ با شمارهٔ ثبت ۲۵۵۳۶ به‌عنوان یکی از آثار ملی ایران به ثبت رسیده است.